# Saint-Ouen-la-Thène
Saint-Ouen är en kommun i departementet Charente-Maritime i regionen Nouvelle-Aquitaine i västra Frankrike. Kommunen ligger  i kantonen Matha som ligger i arrondissementet Saint-Jean-d'Angély. År 2022 hade Saint-Ouen 137 invånare.

## Befolkningsutveckling
Antalet invånare i kommunen Saint-Ouen
Referens:INSEE